# Arcana Edizioni
Arcana Edizioni è una casa editrice italiana fondata a Roma negli anni settanta. La casa editrice fu fondata da un gruppo di intellettuali tra cui Raimondo Biffi e Fernanda Pivano. Ha pubblicato opere di Fernanda Pivano, Allen Ginsberg, Jack Kerouac, Jerry Rubin, Jules-François Dupuis, William Seward Burroughs, Paul Bowles, Valter Binaghi, Gianni De Martino, Andrea Valcarenghi, rappresentando un punto di riferimento per la controcultura dell'epoca. È stata definita da Pablo Echaurren "la più bizzarra e raffinata casa editrice di area antagonista degli anni settanta".

## Storia

### 1971-1979: La Arcana tra contestazione e Beat generation

Fernanda Pivano e Allen Ginsberg al Festival internazionale dei poeti di Castel Porziano del 1979

Arcana è stata fondata nei primi anni settanta da alcuni intellettuali tra cui Raimondo Biffi e Fernanda Pivano. La casa editrice, che vedeva Gianni Emilio Simonetti come primo direttore editoriale, era inizialmente strutturata come complemento della Libreria Arcana in via San Giacomo 23 a Roma.
Fin dalle prime pubblicazioni la Arcana Editrice dimostra attenzione verso le contestazioni giovanili pubblicando anche la raccolta ... Ma l’amor mio non muore: origini, documenti, strategie della “cultura alternativa” e dell’“underground” in Italia (1971), un libro dai toni estremisti che rischiò la censura ed il sequestro in quanto "espressione di un atteggiamento sovversivo, inconcepibile e imperdonabile". Tra le tematiche del libro, c'erano temi allora tabù come l'antiproibizionismo, le ricerche psichedeliche, le radio libere e la stampa clandestina, le rivolte operaie, il femminismo, la contraccezione, le comuni, le Brigate rosse. Il testo si riferiva spesso alle altre riviste underground dell'epoca come Mondo Beat, Re Nudo e Il Gobbo Internazionale.
Altri italiani pubblicati in questo periodo erano Fernanda Pivano con Beat, Hippie, Yippie (1972), Andrea Valcarenghi con Underground a pugno chiuso (1973), Riccardo Bertoncelli con il primo libro italiano dedicato alla musica rock con il titolo Pop Story (1973) e Giovanni De Martino con Marocco-Nordafrica. Una guida diversa per viaggiare differente (1975) ed ancora la Pivano con C’era una volta un beat. 10 anni di ricerca alternativa (1976).
Fondamentale era proprio la presenza di Fernanda Pivano che, con le sue conoscenze dirette con i maggiori esponenti della Beat generation e della controcultura statunitense fece da tramite nella pubblicazione proprio di questi autori: Diario indiano (1973) di Allen Ginsberg, Siamo tanti! (1973) Jerry Rubin Visioni di Cody (1974) di Jack Kerouac.

### 1980-1994: Riccardo Bertoncelli ed il trasferimento a Milano
Nel 1980 la casa editrice cambia rotta: Riccardo Bertoncelli venne nominato direttore editoriale e la sede si spostò a Milano. Se negli anni precedenti la Arcana Edizioni era già un punto di riferimento per i libri a tema musicale, con Bertoncelli questo aspetto viene ancor più implementato: Nel 1981 la casa editrice inaugura la collana MusiQa, dedicata agli artisti stranieri. Dal 1982 la collana Vessazioni ne raccoglie le biografie e le storie. Dal 1984 esce la collana Manuali Rock, di cui fanno parte anche le Enciclopedia rock, con volumi divisi per decenni, diventati un punto di riferimento per gli appassionati del genere. Sulla stessa linea nel 1991 la Arcana pubblicò la Enciclopedia rock hard & heavy per la quale Bertoncelli affidò la curatela dell'edizione italiana a Beppe Riva. Il libro riprendeva così il volume olandese intitolato Aardschok / Metal Hammer encyclopedie (1989) in cui Johannes van den Heuvel aveva raccolto le schede dei giornalisti di Aardschok e Metal Hammer. Nel 1993 invece, Enciclopedia del rock italiano era curata da Cesare Rizzi che si occupava della sezione '60, per lasciare a Giordano Casiraghi i '70 ed a Federico Guglielmi gli '80. Altre collane inaugurate sotto la direzione di Bertoncelli furono Musica rock (1990) e Radici (1992), quest'ultima dedicata ai cantautori italiani.
Riccardo Bertoncelli lascherà la direzione nel 1994 per andare a dirigere la casa editrice Giunti, lasciando il posto ad Ezio Guaitamacchi.

### 1994-1999: Ezio Guaitamacchi
Nel 1994 venne nominato direttore editoriale il giornalista Ezio Guaitamacchi, che nello stesso anno aveva fondato la rivista Jam con Marialina Marcucci. Con Guaitamacchi continueranno molte delle collane inaugurate da Bertoncelli, compreso lo sviluppo delle enciclopedie rock, continuando la serie con il nuovo volume Enciclopedia Rock anni '90 uscito nel 1998 e curato da Ezio Guaitamacchi.
Ezio Guaitamacchi lascerà la direzione nel 1999 per dirigere la sezione editoriale Musica di Editori Riuniti. L'anno dopo la proprietà della Arcana Edizioni passò alla Vivalibri.

### 1999-2004: Stefano Pistolini e la Vivalibri
All'inizio del 2000 si è rinnovata per quanto riguarda la proprietà e il management pur tenendo conto di quello che la casa editrice aveva rappresentato nei primi trenta anni.

### 2004-2009: Felice Di Basilio tra Fazi Editore e Vivalibri
Nel 2004 la casa editrice è stata acquisita da Fazi Editore, che ne ha ceduto la proprietà nel 2007 al gruppo Vivalibri.

### 2009-in poi: Gianluca Testani
Attualmente la casa editrice ha varie linee editoriali: musica (saggi, biografie, "song book" e testi) e libri fotografici.